# Виже, Клод
Клод Виже, имя при рождении Клод Андре Стросс (фр. Claude Vigée, Claude André Strauss; 3 января 1921, Бишвилье, Нижний Рейн — 2 октября 2020) — французский поэт, эссеист, переводчик. Писал на французском и эльзасском языках.

## Биография
Из семьи евреев-ашкенази, несколько веков жившей в Эльзасе (как Виже напишет позднее, «я — эльзасский еврей, а значит — вдвойне еврей и вдвойне эльзасец»). В доме говорили на еврейско-эльзасском наречии. В 1937 году поступил в Страсбургский университет. Учёбу прервала война, семья переселилась в Тулузу. В 1940—1942 годах Клод участвовал в еврейском Сопротивлении, входил в подпольную группу Бней-Давид. Начав печататься, взял псевдоним (от французского Vie, j’ai — я жив). В обстановке усилившегося антисемитизма и прямых полицейских гонений в 1943 году вместе с матерью перебрался через Португалию в США. Служил официантом, брался за любую работу. В 1947 году защитил диссертацию по литературе в университете штата Огайо, женился. Преподавал литературу в различных университетах США. Первая книга стихов вышла в 1950 году. В 1959 году вернулся во Францию, поселился в Париже. При поддержке Гершома Шолема в 1960 году переехал в Израиль. Жил там до 2000, до 1983 года преподавал литературу в Иерусалимском университете. В 2001 году вернулся во Францию. Возглавлял жюри Европейской литературной премии.

## Творчество
Автор метафизической лирики, эссе о наследии иудаизма, духовных исканиях литературы XX в. Переводчик Рильке, Т. С. Элиота, И.Голля и др.

## Произведения
- Forme du poème: Étude sur la poétique, эссе о поэзии (1949, издано в США)
- La Lutte avec l’ange (1950)
- Aurore souterraine (1952)
- La Corne du Grand Pardon (1954)
- L'été indien (1957)
- Les Artistes de la faim, эссе о литературе (1960)
- Le poème du retour (1962)
- Révolte et louanges, эссе о литературе (1962)
- Les Moissons de Canaan, стихи и рассказы (1967)
- La Lune d’hiver, автобиографическая проза (1970)
- Le Soleil sous la mer: dix chants pour presque vivre (1972)
- L’Art et le démonique, эссе о литературе (1978)
- L’Extase et l’errance, о поэзии и прозе в Библии (1982)
- Les Orties noires (1984, поэма)
- Une voix dans le défilé, записки об Израиле (1985)
- La Manne et la rosée, о Торе (1986)
- Le Feu d’une nuit d’hiver (1988)
- Apprendre la nuit (1991)
- Dans le silence de l’Aleph, эссе (1992)
- Un panier de houblon, автобиография (1994—1995, 2 тт.)
- La maison des vivants, автобиографическая проза (1996)
- Aux portes du labyrinthe (1996)
- Le grenier magique, автобиографическая проза (1998)
- Le passage du vivant, стихи и эссе (2001)
- Danser vers l’abîme ou La spirale de l’extase, стихи и эссе (2004)
- La nostalgie du père: nouveaux essais, entretiens et poèmes, 2000—2007 (2007)
- Mon heure sur la terre, собрание стихотворений (2008)
- Mélancolie solaire: nouveaux essais, cahiers, entretiens inédits, poèmes (2006—2008), стихи и эссе (2008)
- Les sentiers de velours sous les pas de la nuit (2010)
- L’homme naît grâce au cri: poèmes choisis (1950—2012) (2013)

## Признание
Книги Виже переведены на английский и немецкий языки. Премия Фемина за литературную критику (1979), Большая поэтическая премия Сообщества писателей Франции (1987), премия Еврейского французского фонда (1994), Большая поэтическая премия Французской Академии (1996), премия Общества иудео-христианской дружбы Франции (2006), другие французские, немецкие и международные награды. Виже — член Академии Малларме.
В 2000 Культурный центр Клода Виже открыт в его родном городе.